# GBU-57
El Massive Ordnance Penetrator ( MOP ) GBU-57A/B és una bomba pesada « antibúnker »  Força Aèria dels Estats Units, amb guia de precisió, de 30.000 lliures (13.608 kg). Considerablement més pesada que les bombes antibúnquer de penetració profunda prèvies, GBU-28 i GBU-37 de 5000 lliures (2.268 kg).

## Desenvolupament
El 2002, Northrop Grumman i Lockheed Martin estava treballant en el desenvolupament d'una bomba de 30.000 lliures (13.600 kg) dissenyada per penetrar a terra, amb el nom de "Big Blu", en referència a la bomba BLU. Però per dificultats de finançament i de tècniques es va abandonar el desenvolupament. Arran de la invasió de l'Iraq el 2003, l'anàlisi dels emplaçaments que havien estat blanc de bombes antibúnquers va revelar la pobra capacitat de penetració i nivells insuficients de destrucció. Davant d'aquesta situació es va renovar l'interès en el desenvolupament d'una bomba antibúnquer de grans dimensions. L' Agència de Defensa de Reducció d'Amenaces va iniciar el projecte MOP per complir un requeriment a llarg termini de la Força Aèria.
La Força Aèria dels E.U.A. no tenia cap reconeixement oficial sobre el desenvolupament d'una bomba de grans dimensions, però prepara conceptualment un penetrador massiu de grans dimensions i armes de demolició, l'anomenada col·lecció "Big Blu", que inclou la bomba MOAB (Massive Ordnance Air Burst). El desenvolupament del MOP ja estava en marxa a la Direcció de Municions de l'Air Force Research Laboratory, a la Base de la Força Aèria Eglin, Florida. El treball de disseny i les proves també està sent realitzades per Boeing . Es pretenia que la bomba pogués ser desplegada al bombarder B-2, i ser guiada mitjançant GPS . El control de vol es realitzarà mitjançant aletes de reixeta, en lloc de les convencionals.
El 19 de juliol del 2007 Northrop Grumman va anunciar un contracte de 2,5 milions de dòlars per al recondicionament del bombarder furtiu B-2. Cadascun dels B-2 de la Força Aèria EE. UU. és capaç de portar  de 14 tones.
La primera prova amb explosius va tenir lloc el 14 de març de 2007 en un túnel pertanyent a l'Agència de Defensa de Reducció d'Amenaces (DTRA) al White Sands Missile Range, Nou Mèxic .
El 6 d'octubre del 2009, ABC News va informar que el Pentàgon havia sol·licitat i obtingut el permís del Congrés dels EUA. per transferir els fons necessaris per accelerar el projecte.   Més tard els militars dels EE. UU. van anunciar "retards en el finançament i les millores segons el calendari de proves previst" significa que la bomba no seria desplegada fins al desembre del 2010, sis mesos després de la data original.
El projecte ha completat amb èxit com a mínim una prova de llançament en vol RP. La prova es va completar el 2012.
La Força Aèria va fer el lliurament de 20 bombes, dissenyades per ser llançades pel bombarder B-2, al setembre de 2011. El febrer de 2012, el Congrés va aprovar 81,6 milions de dòlars per desenvolupar i millorar encara més l'arma.

### Desenvolupaments recents
El 7 d'abril del 2011, la Força Aèria dels E.U.A.va encarregar vuit MOP, a part de l'equip de suport per 28 milions de dòlars.
El 14 de novembre de 2011, Bloomberg va informar que el Comando de la Força Aèria d'Atac Global va començar a rebre el penetrador d'artilleria massiva i que els lliuraments compliran els requisits de la necessitat operativa actual". Aèria ha rebut el lliurament de 16 MOP a partir de novembre de 2010. "reserva operacional"  Base Aèria Whiteman.
El 2012, el Pentàgon va sol·licitar 82 milions de dòlars per desenvolupar una arma amb més poder de penetració que les existents.

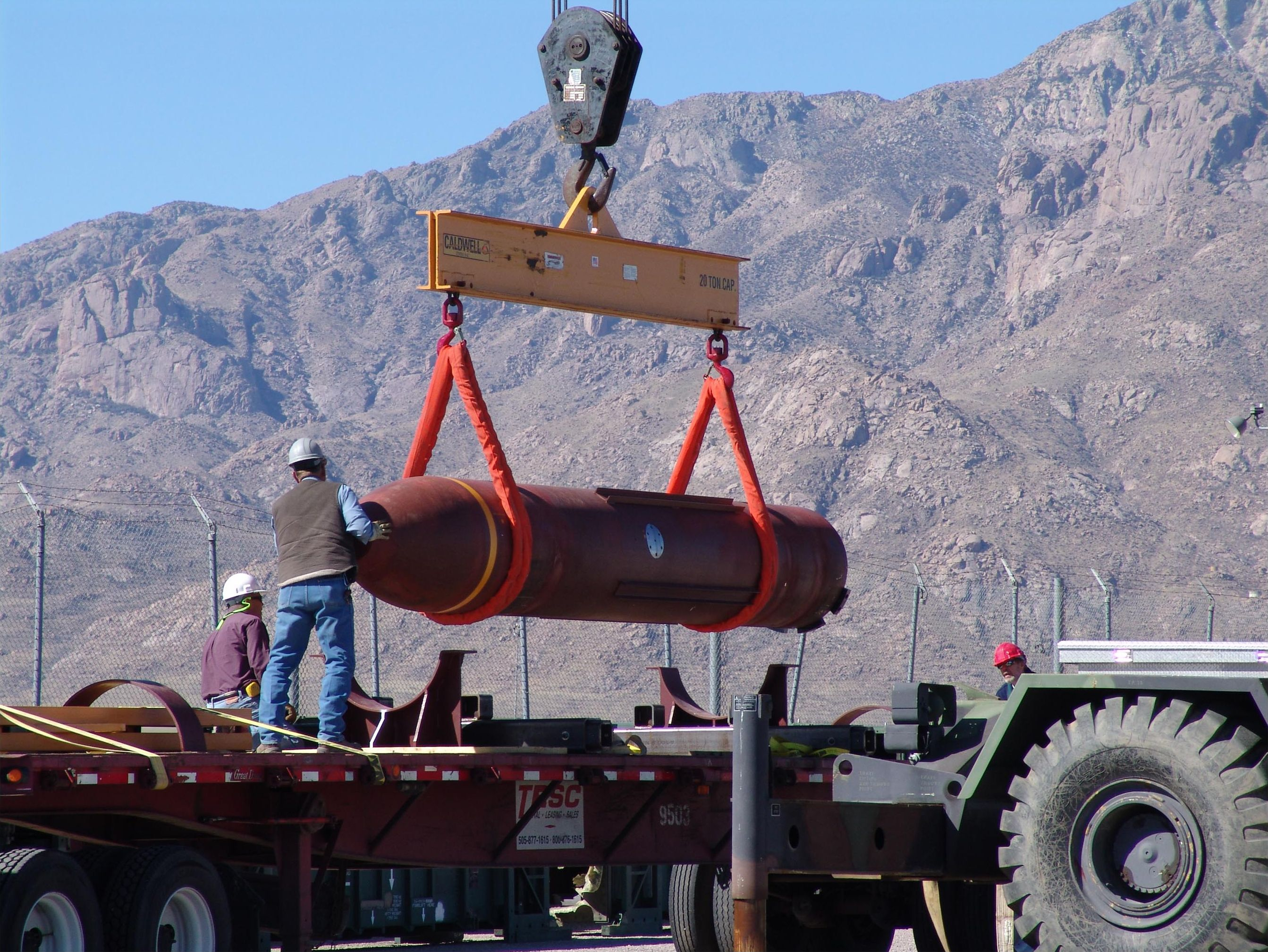
MOP sent descarregat per preparar la seva primera prova d'explosió, 2007.
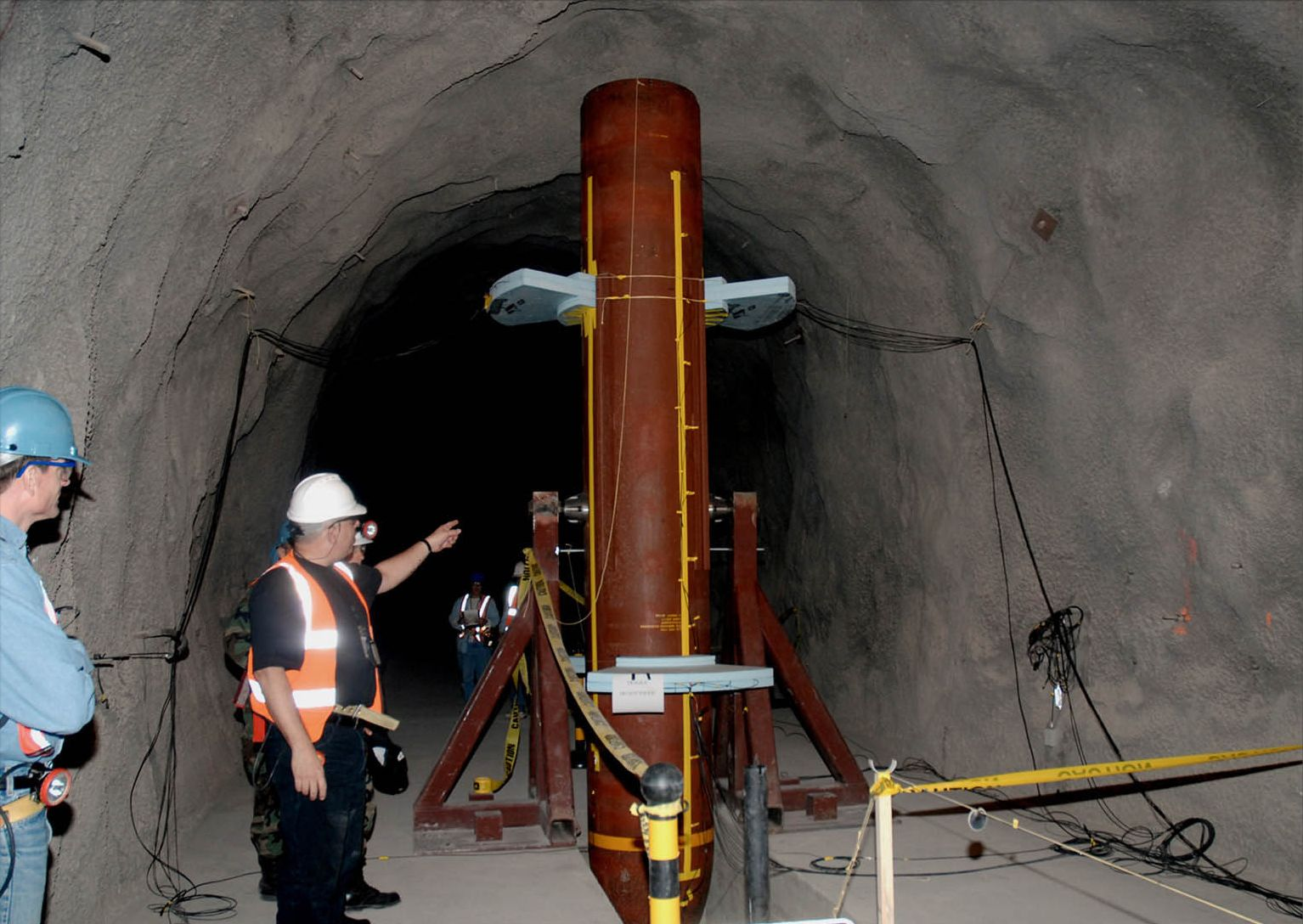
MOP sota terra a White Sands Missile Range abans de la seva primera prova d'explosió,, 2007.
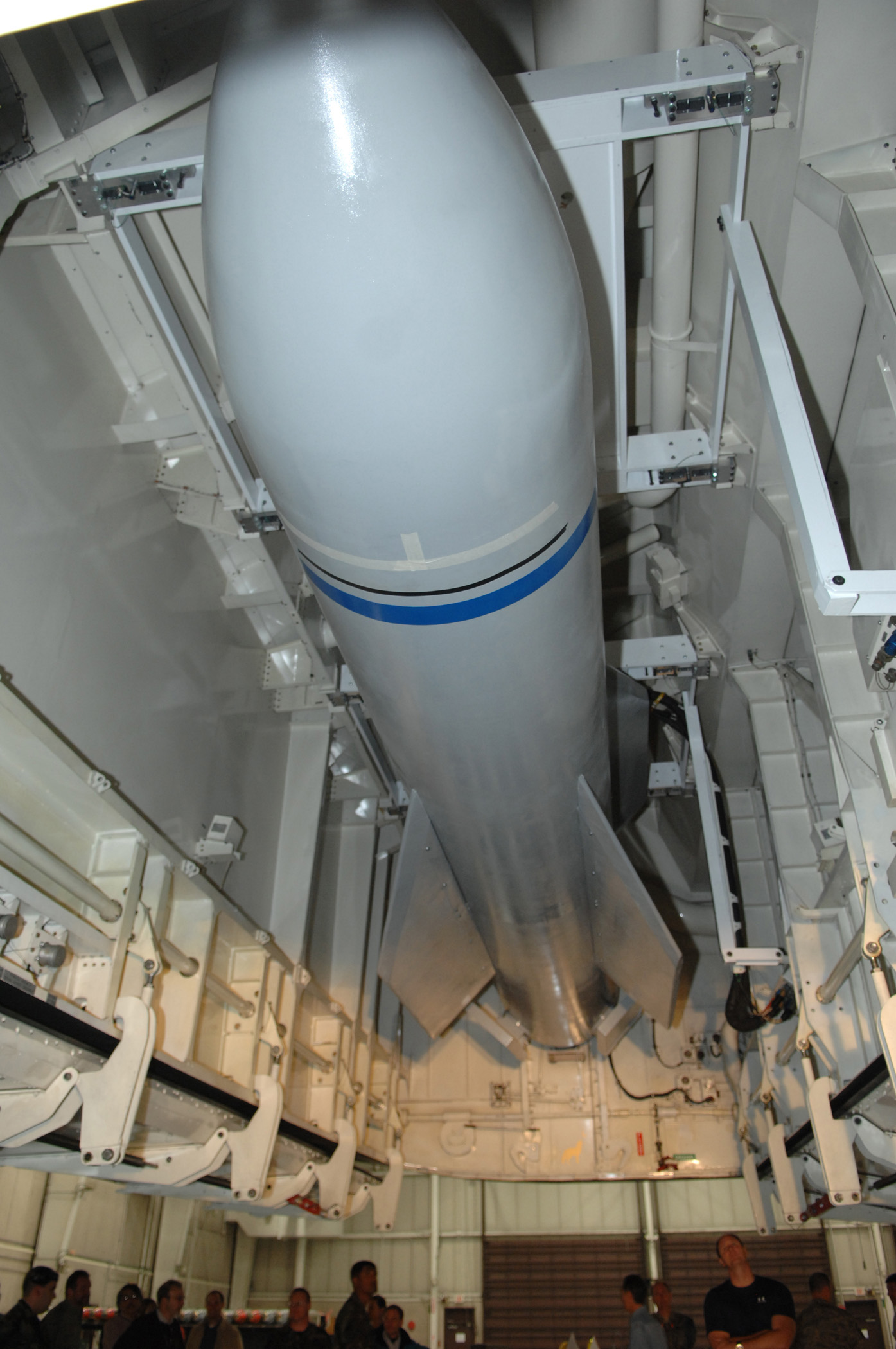
Prova d'una maqueta de MOP dins un celler de bombes d'un B-2, 2007.
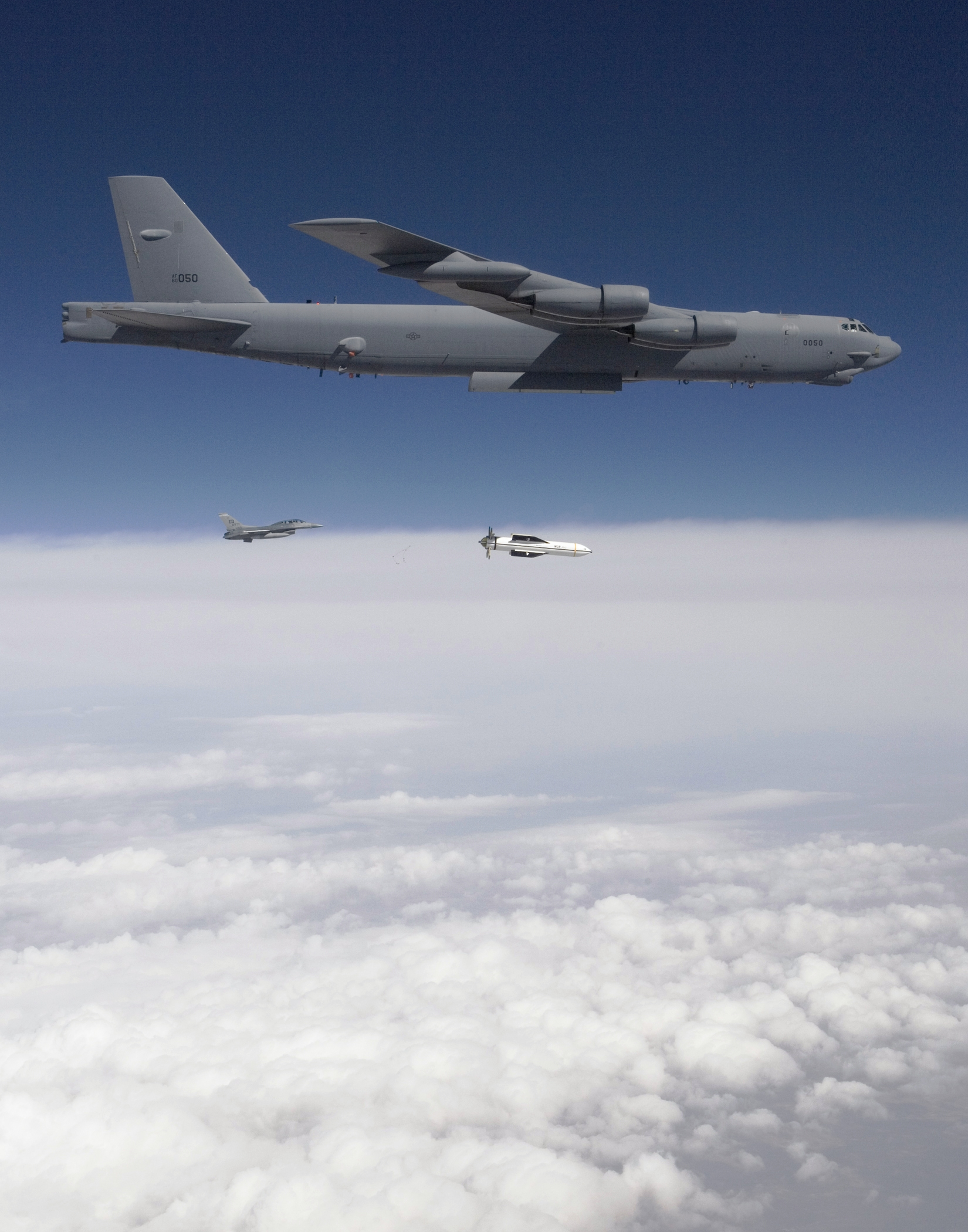
B-52 llançant un MOP durant les proves, 2009.
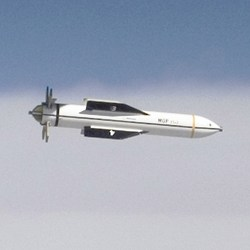
Prototip del GBU-57 MOP, 2009.

## La propera generació de les bombes de penetració
El 25 de juny de 2010, el Tinent General USAF Phillip Breedlove va dir que la propera generació de munició penetrant ha de ser d'aproximadament un terç de la mida del MOP per poder ser transportada per major varietat d'avions,  ja que el seu pes i mida només permet l'ús amb tres models: el B-2, B-1 i B-52 . El desembre del 2010, la USAF tenia un anunci de l'agència en sentit ampli (BAA) per al penetrador de propera generació (NGP).
El Comandament d´Atac Global ha indicat que un dels objectius per al bombarder d´última generació és que pugui portar una arma dels efectes del MOP. Això podria ser o bé amb la mateixa arma o una arma més petita que utilitza la potència del coet per assolir la velocitat suficient perquè coincideixi amb el poder de penetració de l'arma més gran,  a l'estil de la bomba Disney .

## Atac al Programa nuclear de l'Iran
El 21 de juny de 2025, durant la Guerra Iran-Israel diverses GBU-57 foren utilitzades per les Forces Aèries dels Estats Units d'Amèrica per destruir els complexos soterrats del programa nuclear de l'Iran a Fordow, Natanz i Esfahan, en el primer ús conegut del projectil.

## Especificacions
| Longitud:               | 6200 mm                                                                                       |  | (20,5 peus)                     |  |
| Diàmetre:               | 800 mm                                                                                        |  | (31,5 polzades)                 |  |
| Pes:                    | 14000 kg                                                                                      |  | (30.000 lliures)                |  |
| Cap de combat:          | 2400 kg                                                                                       |  | (5.300 lliures)                 |  |
| Penetració:             | 60 m en formigó armat de 35 MPa 8 m en formigó armat de 69 MPa 40 m en roca moderadament dura |  | (200 peus) (25 peus) (130 peus) |  |
| Guiatge                 | Sistema inercial assistit per GPS                                                             |  |                                 |  |
| Material de la carcassa | acer Eglin                                                                                    |  |                                 |  |